# Edward Sederholm
Edward Magnus Sederholm, född 26 maj 1828 i Stockholm, död 1 januari 1905 i Stockholm, var  en svensk godsägare, riksgäldsfullmäktig och riksdagsman. Han var far till Edvard, Henrik och Gustaf Sederholm.
Edward Sederholm var fullmäktig och deputerad i Riksgäldskontoret. Som politiker var han ledamot av riksdagens andra kammare 1867–1869 och tillhörde första kammaren 1882–1902.